# 原島裕一
原島 裕一（はらしま ゆういち）は、株式会社LeGAMEイベント企画部、イベントプランナー。日本初のeスポーツ専門学校、東京アニメ・声優&eスポーツ専門学校卒業生。一般社団法人日本フライドポテト協会 フライドポテト・アンバサダー。

## 来歴
群馬県邑楽郡大泉町出身。埼玉県立羽生実業高等学校を経て、2020年に東京アニメ・声優&eスポーツ専門学校入学。イベント企画・制作専攻に在籍。在学時よりプロの現場にてアシスタントディレクターを経験。
2020年9月からNetEase Gamesへモバイルeスポーツ日本最大規模のイベント「IdentityV Japan Championship Fall2020」「IdentityV Japan Championship Fall2021」の運営を担当。
2021年7月から株式会社DONUTS USGのイベントチームへインターンとして参加。
2021年11月から一般社団法人日本フライドポテト協会 フライドポテト・アンバサダーに就任。
2022年2月からXDが展開するスマートフォンゲーム「フラッシュパーティー」公式大会の運営を担当。
2022年4月から株式会社LeGAMEへスタートアップメンバーとして入社。

## 担当番組・イベント
ディレクター
CCC Ver.VALORANT（2021年8月）
CoD:MW全国大学生対抗戦（2021年6月5日）
BGS NEW YEAR CUP2022（2022年1月30日）
東京eスポーツフェスタ2023 - 競技体験ブース（2023年1月）
アシスタントディレクター
RAGE Shadowverse autumn2020（2020年7月）
アバルト×ストリートファイターV - SCORPION CHALLENGE SEASON 2（2020年10月）
キャプテン翼〜たたかえドリームチーム〜DREAM CHAMPIONSHIP 2020〜（2020年12月）
RAGE Shadowverse 2020 Winter（2020年12月）
ユニゾンリーグ6周年感謝祭 （2020年12月）
RED BULL CAMPUS CLUTCH（2021年5月）
音響
仙台e-Sports協会主催 R6S オンライン大会 （2020年5月）
Tokyo College of VALORANT#1 Day1／Day2（2021年1月）
APEX JAPAN CHAMPIONSHIP（2021年6月）
REIGNITE CUP#1#3#4